# Armando Sadiku
Armando Sadiku, född den 27 maj 1991 i Cërrik i Albanien, är en albansk fotbollsspelare som spelar för FC Goa.

## Klubbkarriär
Den 31 januari 2018 värvades Sadiku av spanska Levante UD, där han skrev på ett 2,5-årskontrakt.
Den 15 januari 2019 skrev han på för FC Lugano.

## Landslagskarriär
Sadiku debuterade för Albaniens landslag den 29 februari 2012 i en 2–1-förlust mot Georgien. Han var med i Albaniens trupp vid Europamästerskapet i fotboll 2016. Den 19 juni 2016 gjorde han Albaniens första EM-mål någonsin, i en 1–0-vinst över Rumänien.